# Koniewo (województwo zachodniopomorskie)

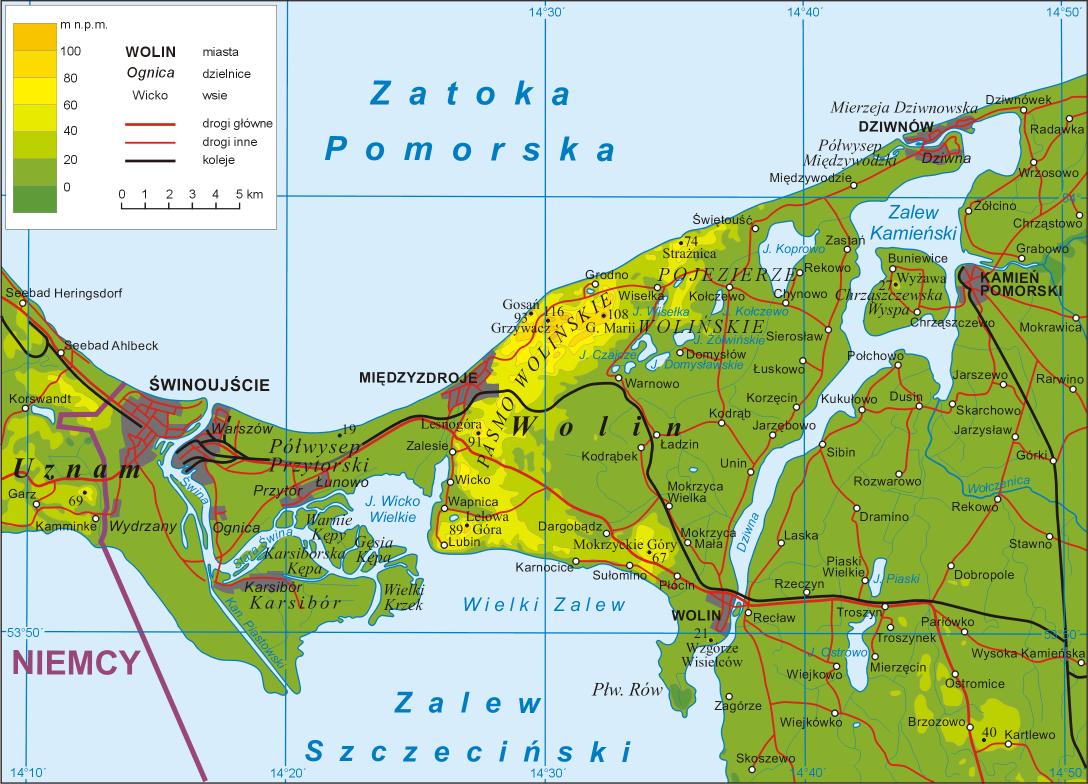
Mapa wyspy Wolin z zaznaczonym Koniewem

Koniewo (niem. Kunow) – wieś sołecka w Polsce położona w woj. zachodniopomorskim, w pow. kamieńskim, w gminie Wolin.

## Położenie
Wieś leży około 5 km na południowy wschód od Wolina.

### Historia
Pierwsza osada powstała krótko po ustąpieniu lodowca, w mezolicie. Z neolitu pochodzą ślady dwu osad należących do kultury ceramiki sznurowej. Kultura łużycka pozostawiła ślady trzech osad. Z okresu wpływów rzymskich pochodzi cmentarzysko z grobami ciałopalnymi. Z wieku IX-XII, znaleziono ślady osad słowiańskich. 
Miejscowość pierwszy raz wymieniana jest w źródłach pisanych w XIII wieku (1288 r.). W dokumencie podana jest nazwa miejscowości Conoye. Jest tam wzmianka o nadaniu Cysterkom z Wolina praw do renty gruntowej. 10 lat później książę wołogoski Bogusław IV przekazał wieś na własność klasztorowi, a w latach późniejszych właścicielem było miasto Wolin. Dawniej istniała tu znana w okolicy karczma i młyn.
W latach 1975–1998 miejscowość administracyjnie należała do województwa szczecińskiego.

## Zabytki
Jest to jedna z niewielu miejscowości która zachowała prawie nienaruszony, pierwotny układ owalnicowy o zwartej zabudowie, rozlokowanej w dwóch, łukowatych pierzejach. Cała zabudowa Koniewa jest jednorodna architektonicznie. Zachowały się dwa budynki z XVIII wieku. Pozostałe pochodzą już z wieku XIX. Zbudowane są z cegły lub konstrukcji ryglowej. Najciekawszy jest jednak kościół z XIV wieku z dobudowaną od północy, w latach 1749–51, kaplicą i od zachodu – drewnianą wieżą. Unikalność całej wsi polega na tym, że rozwój osadnictwa można tu śledzić od czasów najstarszych do dziś.
We wsi znajduje się zabytkowy kościół z XIV wieku. Malowidła na suficie, wykonane zostały w XVIII w. przez C.H. Rosenberga z Quedlinburga. Dawniej istniały tu zabytkowe budynki gospodarskie. Obecnie są w stanie ruiny.

## Edukacja
W Koniewie jest szkoła podstawowa. Oprócz dzieci ze wsi uczęszczają tutaj też dzieci z miejscowości: Jagniątkowo, Siniechowo, Skoszewo, Wiejkowo, Wiejkówko, Zagórze, Dobropole, Ostromice, Parłowo, Parłówko i Strzegowo.
Starsza młodzież uczy się w gimnazjum w Wolinie.